# Joana Mamombe
Joana Ruvimbo Mamombe (nascida em 18 de junho de 1993) é uma política do Zimbábue, ex-líder estudantil e membro do Movimento para a Mudança Democrática da Aliança. Ela é conhecida por ser um dos membros mais jovens do parlamento do Zimbábue, representando Harare West .

## Carreira
Mamombe ingressou na política depois de concluir os seus estudos na Noruega e regressar ao Zimbábue em 2018. No mesmo ano, ela foi eleita membro do parlamento representando Harare West pela lista da Aliança MDC. Após as eleições realizadas em 30 de julho de 2018, ela foi empossada.

## Prisão, acusação de traição e rapto
Em 2 de março de 2019, ela foi presa e acusada de traição. Foi alegado que ela estava a tentar derrubar um governo eleito constitucional liderado pelo presidente Emmerson Mnangagwa, após liderar um protesto em 14 de janeiro de 2018.
Em 13 de maio de 2020, ela e duas outras mulheres activistas do MDC, Cecilia Chimbiri e Netsai Marova, foram sequestradas por agressores mascarados num protesto de Harare contra o fracasso do governo em atender aos pobres durante a pandemia COVID-19. Dois dias depois, as mulheres foram encontradas, gravemente feridas e traumatizadas, à beira da estrada a sessenta milhas de Harare. Elas relataram ter sido torturadas e repetidamente agredidas sexualmente.